# Hystaspes (Sohn des Dareios I.)
Hystaspes (altpersisch Wištāspa) war ein Angehöriger der persischen Achämenidendynastie im 5. vorchristlichen Jahrhundert. Er war ein Sohn des Großkönigs Dareios I. und der Atossa.
Hystaspes diente unter seinem Bruder Xerxes I. als Satrap in Baktrien und führte während der Invasion Griechenlands 480 v. Chr. das Aufgebot der Baktrer und Sogder an. Er war wahrscheinlich der Vater des Pissouthnes.